# V Lucerně
V Lucerně — концертный альбом чешского исполнителя Яромира Ногавицы, вышедший 7 июня 2009 года. 17 января 2010 года было объявлено о выходе альбома на Blu-Ray. Это первый чешский концертный релиз, изданный в этом формате.

## Об альбоме
Запись альбома прошла 15-16 апреля 2009 года в Праге в концертном зале «Люцерна». Также как и альбом Doma, издание содержит два диска - CD и DVD.
Помимо двух новых песен («Já tam byl», «Las Vegas») на диск вошли почти все песни предыдущего альбома Ikarus, несколько песен из других альбомов, а также некоторые ранее не издававшиеся песни. В целом альбом звучит весьма камерно, исполнение ранних песен («Mávátka», «Na jedné lodi plujem», «Plebs blues») напоминает о концертах Ногавицы 80-х лет, и тем контрастнее на их фоне выглядит песня «Já tam byl», исполненная Ногавицей вместе с музыкантами рэп-команды Pio Squad.
В записи приняли участие Далибор Цидлинский и Михал Жачек. В качестве особых гостей выступили музыканты группы Pio Squad.
В апреле 2010 года Ногавица получил «Ангела» - чешская Академия популярной музыки назвала альбом самым продаваемым диском 2009 года.

## Список композиций

### CD
1. «Dlouhá tenká struna» — 3:36
2. «Mávátka» — 3:03
3. «Na jedné lodi plujem» — 2:48
4. «Ostravian Pie» — 2:29
5. «Ty ptáš se mě» — 3:56
6. «Samuraj» — 2:30
7. «Potulní kejklíři» — 4:13
8. «Jeruzalém» — 3:05
9. «Ježíšek» — 2:49
10. «Ona je na mě zlá» — 1:58
11. «Plebs blues» — 3:42
12. «Hvězda» — 2:54
13. «Prošel jsem hlubokým lesem» — 2:19
14. «Do dne a do roka» — 3:46
15. «Já tam byl» — 3:32
16. «Jako jelen, když vodu chce pít» — 3:17
17. «Velká voda» — 3:53
18. «Pro Martinu» — 3:43
19. «Las Vegas» — 4:27
20. «Ikarus» — 2:27
21. «Dál se háže kamením a píská» — 4:12
22. «Já si to pamatuju» — 4:32
23. «Sloní hřbitovy» — 2:05
24. «Mám jizvu na rtu» — 4:19

### DVD
1. «Dlouhá tenká struna»
2. «Mávátka»
3. «Na jedné lodi plujem»
4. «Ostravian Pie»
5. «Ty ptáš se mě»
6. «Noe»
7. «Samuraj»
8. «Potulní kejklíři»
9. «Jeruzalém»
10. «Ježíšek»
11. «Ona je na mě zlá»
12. «Plebs blues»
13. «Hvězda»
14. «Prošel jsem hlubokým lesem»
15. «Do dne a do roka»
16. «Já tam byl»
17. «Jako jelen, když vodu chce pít»
18. «Velká voda»
19. «Pro Martinu»
20. «Ikarus»
21. «Dál se háže kamením a píská»
22. «Já si to pamatuju»
23. «Sloní hřbitovy»
24. «Mám jizvu na rtu»

## Участники записи
- Яромир Ногавица: вокал, гитара, гармонь
- Специальные гости:
  - Михал Жачек: саксофон-сопрано, флейта
  - Далибор Цидлинский (младший): фортепиано
  - Pio Squad